# Andreja Kalc
Andreja Kalc, slovenska prevajalka iz ruščine in ukrajinščine ter lektorica, * 1979, Koper.

## Življenjepis
Maturirala je na koprski gimnaziji, na Filozofski fakulteti v Ljubljani je diplomirala iz ruskega jezika in književnosti 2006 ter iz slovenskega jezika in književnosti 2007 na temo Marine Cvetajeve oz. Aleša Debeljaka. Za rusistično diplomsko delo je prejela študentsko Prešernovo nagrado. Študijsko se je izpopolnjevala na univerzi v Moskvi in Konstanci.
Več njenih prevodov sodobne ruske, beloruske in ukrajinske poezije je bilo 2006 objavljenih v oddaji Tu pa tam na Radiu Študent ter v več antologijah in revijah, v sezoni 2014/2015 pa je za mariborsko Opero prevedla libreto pravljične opere Obuti maček ruskega skladatelja Cezarja Kjuja.
Za svoj prevajalski prvenec, prevod pesnitev Marine Cvetajeve Poskus sobe: pesnitve in proza, izdan 2014 pri založbi KUD AAC Zrakogled je prejela nagrado Radojke Vrančič, ki ji je bila podeljena 26. novembra 2015 v okviru knjižnega sejma v preddverju Cankarjevega doma.
Poučuje tudi ruščino. Nekaj let je bila lektorica za slovenski jezik v Kijevu. Je članica Lektorskega društva Slovenije (več let tajnica, nato podpredsednica). Od leta 2019 je članica Delovne skupine za slovenski jezik, ki deluje pod okriljem Slovenskega raziskovalnega inštituta (SLORI) v Trstu.